# Халкинская богословская школа
Ха́лкинская богосло́вская шко́ла (или Духовная семинария на Халки, тур. Rum Ortodoks Ruhban Okulu, греч. Ιερά Θεολογική Σχολή της Χάλκης) — недействующее среднее специальное учебное заведение Константинопольской православной церкви, расположенное на территории Свято-Троицкого мужского монастыря на вершине холма Надежды (тур. Ümit Tepesi) острова Хейбелиада, в Турции.
До момента своего закрытия в 1971 году, школа являлась единственным учебным заведением, готовящим клириков для Константинопольского патриархата. В настоящее время рассматривается вопрос о её возрождении.

## История
Первая попытка открытия столичной богословской школы принадлежит Константинопольскому патриарху Григорию VI, который в 1839 году основал её на Фанаре. Однако, из-за финансовых затруднений школа вскоре была закрыта.
1 октября 1844 года, на вершине холма острова Халки, в зданиях Свято-Троицкого монастыря, по инициативе патриарха Константинопольского Германа IV и при материальной поддержке бывшего Константинопольского патриарха Константия I была основана Халкинская богословская школа.
На содержание школы выделялись обязательные ежегодные отчисления со стороны Константинопольского патриарха и епархиальных архиереев, а также перечислялись 2 тысячи рублей (золотом) от Святейшего Синода Русской православной церкви.
В административном плане школа подчинялась непосредственно Константинопольскому патриарху и Синоду через отдельную ефорию, состоящую из четырёх человек под председательством одного из членов Синода, который назначался патриархом сроком на один год.
Ректор (схолар) избирался из лиц, обладавших светским и духовным образованием (преимущественно в сане архимандрита). Преподаватели назначались из лиц с высшим богословским образованием, полученным в российских духовных академиях или заграничных университетах.
По уставу 1867 года число учащихся в школе не должно было быть менее 60 человек (в 1886 их было 80, а в 1897 — около 100 человек). Обучение продолжалось восемь лет, а воспитанники получали звание «дидаскала православного богословия». Кроме того, все учащиеся восьмого года обучения обязаны были принимать монашество и на выпускном акте давать торжественную присягу посвятить себя служению православной церкви. Летние каникулы продолжались два месяца (июль и август).
Ректором архимандритом Константином (Типалдосом) в школе было введено изучение славянского языка, преподавателями которого выступали иноки болгарского монастыря святого Иоанна Рильского.
В 1850 году выпуск отсутствовал из-за отстранения ректора турецкими властями по причине отсутствия у него турецкого подданства; в 1865 году возникшие беспорядки в школе воспрепятствовали как выпуску, так и набору учеников; не состоялись выпуски учеников также в 1870 и в 1883 годах.
«Прекрасный храм, который раньше воздвигнул сонм архиереев для небесной мудрости, обрушившийся при землетрясении, снова создал щедрый муж по велению сердца своего Павел Стефановик, подарив его священной матери, которой он есть чадо; посему и вы, обитающие в этом доме небесной музы, питайте такое же стремление к мудрости, какое и он, строитель, питает»
В июне 1894 года, во время землетрясения, все здания Троицкого монастыря и семинарии за исключением церкви XVII века были разрушены. Восстановление комплекса было произведено архитектором Периклисом Фотиадисом. Среди жертвователей были: Константинопольский патриарах Анфим VII — 250 турецких лир, грек Леонид Зарифис — 700 турецких лир, Святейший Синод РПЦ — 3 тысяч рублей золотом (также был издан циркуляр о повсеместном сборе в Российской империи средств в пользу Халкинской школы).
По просьбе греческого мецената Павлоса Стефановик-Скилициса семинария была восстановлена на его личные средства (около 200 тысяч рублей), а собранные пожертвования от других лиц и организаций поступили в отдельный фонд, предназначенный для дальнейшего финансирования духовного образования. Семинария была вновь открыта 6 октября 1896 года.
Собрание монастырской библиотеки было положено в XVI веке благодаря коллекции патриарха Константинопольского Митрофана III, в связи с чем библиотечный фонд на начало XX века насчитывал более 120 тысяч томов и был крупнейшим собранием греческого мира в Османской империи. С 2015 года ведётся работа по систематизации фондов библиотеки и формированию единого электронного каталога.
В 1971 году сторонники Народной республиканской партии с целью закрытия школы, обратилась в высшую инстанцию — Конституционный суд, который на основании статьи 130 и 132 Конституции Турции, принял решение о закрытии семинарии в связи с запретом на частную образовательную религиозную деятельность. Константинопольский патриархат со своей стороны не пожелал продолжить деятельности Халкинской богословской школы в качестве подразделения одного из светских университетов Турции, что по мнению руководства Константинопольской православной церкви потребовало бы внесения определённых изменений в программу обучения, а соответственно привело к потери контроля над учебным заведением.

## Вопрос возобновления

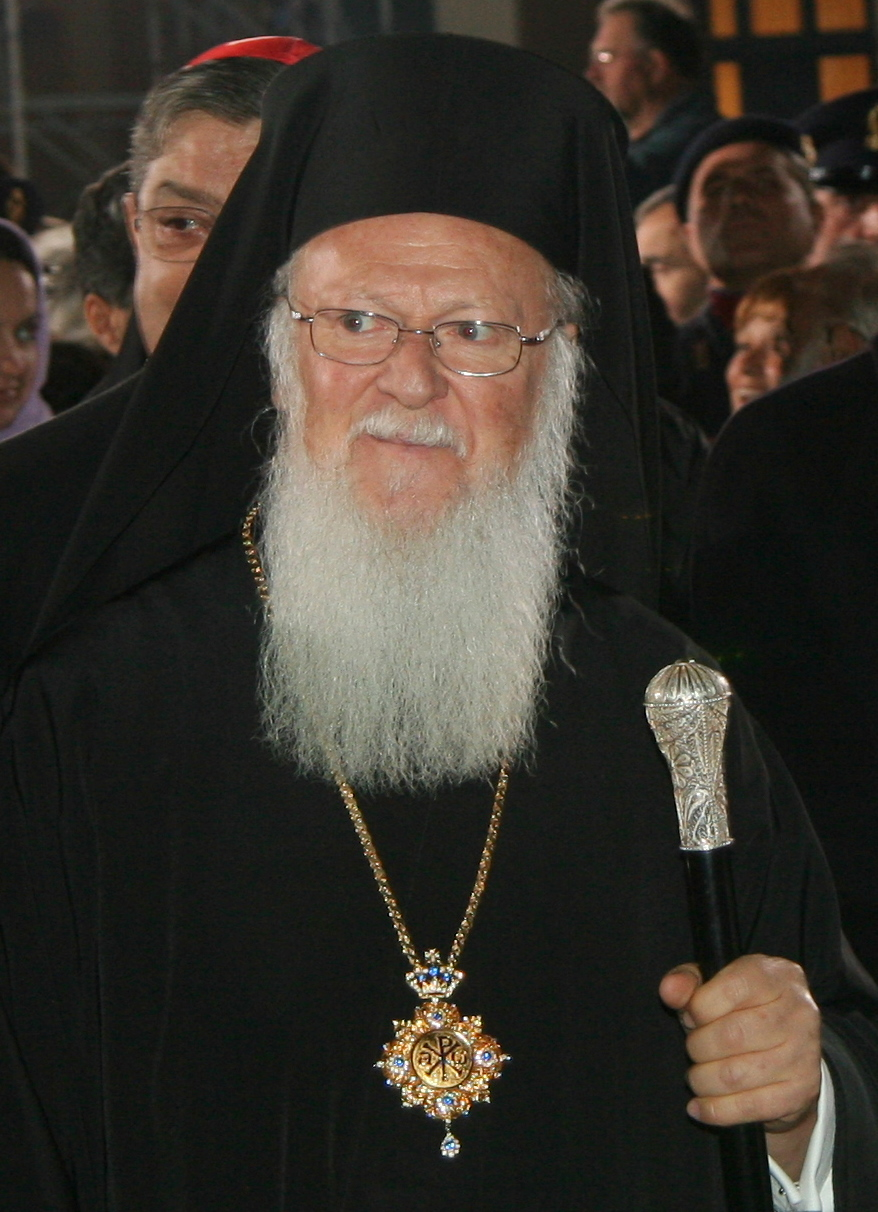
Патриарх Варфоломей I
(выпускник Халкинской школы 1961 года)

Патриарх Константинопольский Варфоломей I неоднократно привлекал внимание мировой общественности к вопросу возобновления деятельности школы. По его словам, запрет на ведение образовательной деятельности является нарушением Лозаннского соглашения (ст. 40), Конституции Турецкой Республики (ст. 24) и Европейской конвенции о правах человека (ст. 9).
Тем не менее, в 2006 году Великое национальное собрание Турции высказалось против возобновления на территории Турции частных религиозных учебных заведений
В феврале 2010 года депутаты ПАСЕ призывали правительство Турции позволить Константинопольскому патриархату возобновить богословскую школу, зарегистрировав её как отделение богословского факультета Галатасарайского университета.
2 июля 2011 года министр иностранных дел Германии Гидо Вестервелле — первый из зарубежных министров — посетил семинарию, отметив значение семинарии как «великого культурного наследия» и одновременно подчеркнув роль религиозной свободы, которая, «является частью нашей европейской жизни».
Митрополит Елпидифор (Ламбриниадис) в интервью Greek Reporter подчеркивал, что, если духовная школа откроется, она будет принимать студентов разных национальностей, а обучение будет вестись не только на греческом, но и на английском. В начале 2012 года профессура Университета Аристотеля в Салониках заявила, что готова оказывать будущей Халкинской школе всемерную поддержку. Сообщалось, что Халкинская богословская школа могла бы получать финансовую поддержку от США и ЕС.
В начале июля 2012 года президент управления по делам религий Мехмет Гёрмез, посещая Фанар, высказался против увязывания правительством Турции вопроса об открытии школы с вопросом о положении турецкого меньшинства в Западной Фракии.

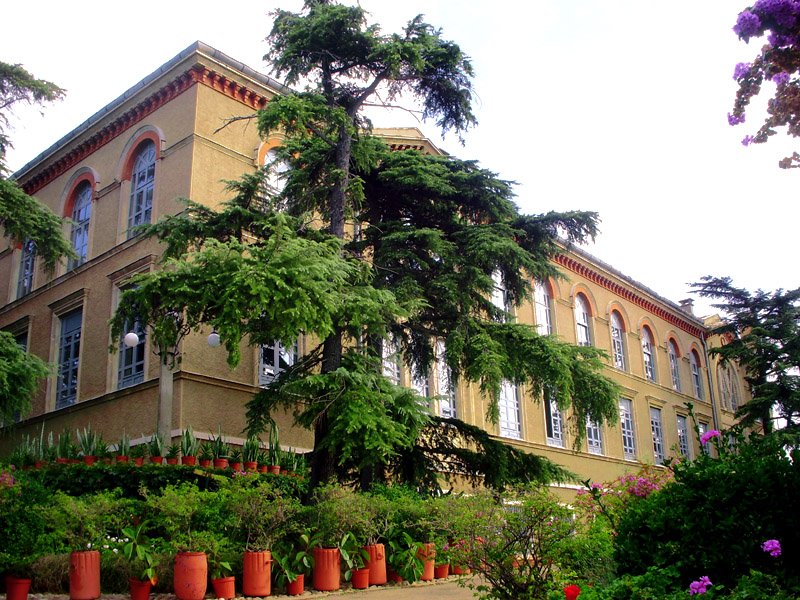
Школа в наши дни

10 января 2013 года Совет Генерального управления вакуфами Турции в Анкаре принял решение о возвращении лесных угодий площадью 190 стремм монастырю Святой Троицы на острове Халки, а 28 января газета «Hürriyet» сообщила о желании премьер-министра Турции Реджепа Эрдогана ускорить процесс открытия богословской школы.
В сентябре 2013 года турецкие власти не включили вопрос об открытии Халкинской богословской школы в «пакет демократизации», что отодвигает открытие на неопределёное время.
В апреле 2018 года в Анкаре состоялась встреча патриарха Константинопольского Варфоломея I и президента Турции Эрдогана. В мае Варфоломей I провёл встречу с делегацией AHEPA в Стамбуле, на которой сообщил о том, что в скором времени школа будет открыта, в чём его заверил Эрдоган.
Митрополит Елпидифор (Ламбриниадис) предложил сделать английский язык (помимо греческого и турецкого) одним из языков обучения в семинарии, отметив, что внутренняя структура семинарии уже подготовлена для принятия первых студентов.

## Ректоры (схолары)
См. также категорию Ректоры Халкинской богословской школы
- 1839—1840 — Варфоломей Кутлумушский
- 1844—1864 — Константин (Типалдос), архимандрит
- 1865—1868 — Анфим (Чалыков), архимандрит
- 1868—1897 — Герман (Григора), архимандрит
- 1897—1899 — Михаил (Клеовул), архимандрит
- 1899—1901 — Апостол (Христодулу), архимандрит
- 1906—1907 — Ириней (Пандолеондос), митрополит
- 1908—1922 — Герман (Стринопулос), архимандрит
- 1931—1932 — Александр (Зотос), еп. Трахийский
- 1932—1942 — Емилиан (Пападимитриу), митр. Филадельфийский
- 1942—1950 — Хризостом (Коронеос), архимандрит, митр. Неокесарийский
- 1950—1950 — Иоанн Панайотидис, преподаватель Евангелия
- 1950—1951 — Еммануил Фотиадис, митрополичий протонотарий
- 1951—1955 — Иаков (Стефанидис), митр. Иконийский
- 1955—1989 — Максим (Репанеллис), митр. Ставропольский

## Преподаватели
- Василиос Георгиадис, профессор древнееврейского, герменевтики, Ветхого и Нового Завета.
- Никифор (Гликас) (1866—1872), догматическое, пастырское и нравственное богословие; хронология.
- Серафим (Соболев), догматическое богословие (1920-е)

## Выпускники

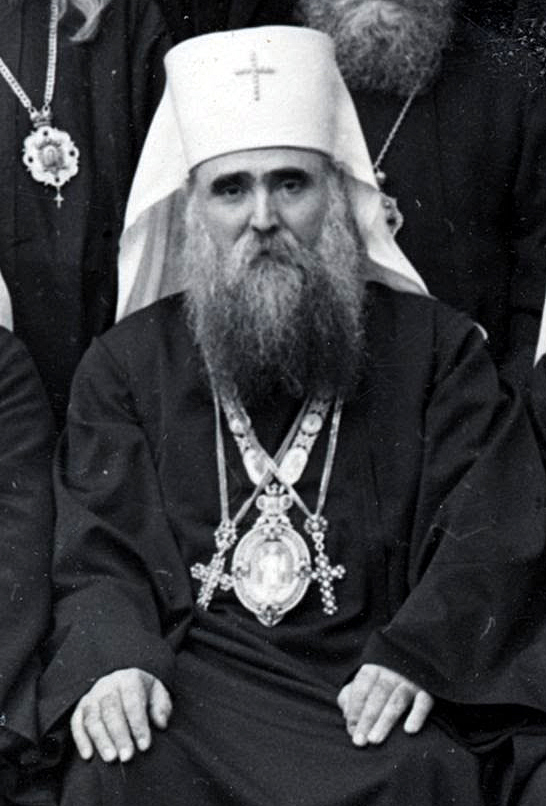
Патриарх Варнава
(выпускник 1905 года)

См. также Выпускники Халкинской богословской школы
Все учащиеся (за исключением очень немногих) в конце обучения принимали монашество, а отказавшиеся — лишались диплома. Выпускники носили звание дидаскала православного богословия и при содействии Святейшего Синода Русской православной церкви принимались в духовные академии Российской империи, а часть продолжала образование на богословском факультете Афинского университета или других европейских университетах.
С 1844 по 1899 годы состоялось 47 выпусков, а число окончивших полный курс семинарии составило ~ 350 человек.
В 1906 году из-за нехватки средств, семинария выпустила лишь 13 студентов (из них троих в сане диакона).
Из более чем 990 студентов, завершивших обучение в семинарии за всё время её существования, 16 стали патриархами, а более 260 — епископами Константинопольской, Иерусалимской, Александрийской, Синайской, Элладской, Сербской и других православных церквей.